# Аббатство Штольпе
Аббатство Штольпе (нем. Kloster Stolpe) — первый монастырь в Померании, основанный в 1153 году у села Штольпе на берегу реки Пене. В 1535 году во время Реформации и распространения лютеранства в Померании аббатство было упразднено. До настоящего времени сохранились руины монастырской церкви Святого Иоанна Крестителя.

## История

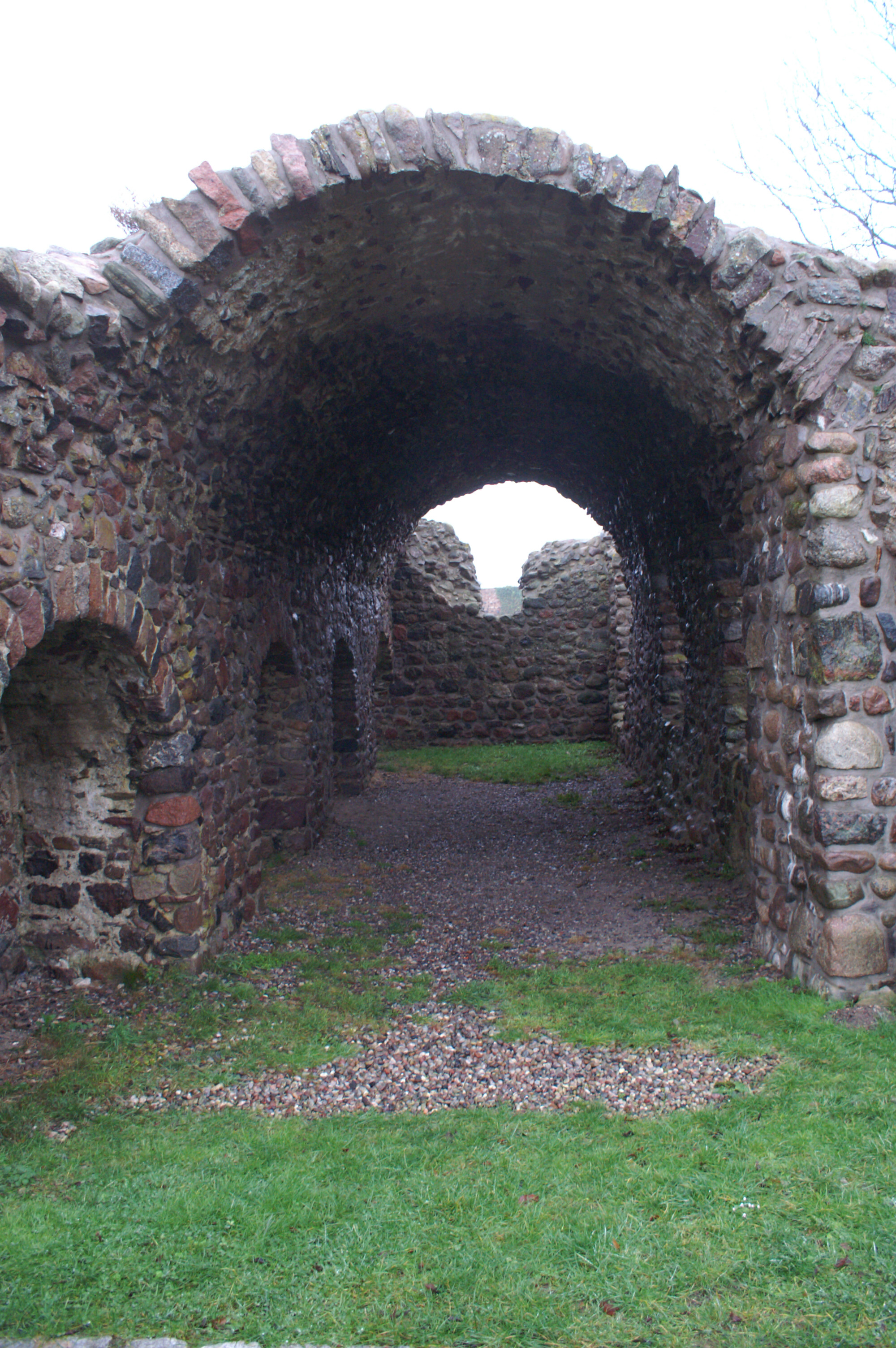
Руины аббатства Штольпе

Аббатство Штольпе было основано 3 мая 1153 года епископом Адальбертом Померанским и герцогом Ратибором I у села Штольпе на южном берегу реки Пене между Гюцковом и Анкламом, на месте убийства язычниками Вартислава, первого христианского герцога Померании. В 1164 году в стенах монастыря состоялась встреча и переговоры герцога Саксонии Генриха I Льва и короля Дании Вальдемара I, боровшихся за влияние на герцогство.
Первыми насельниками обители были монахи-бенедиктинцы, приглашённые Адальбертом Померанским из монастыря Берг в Магдебурге. Монастырская церковь святого Иоанна Крестителя была построена с 1180 по 1190 год и представляла собой трёхнефную базилику. Кроме церкви аббатство включало комплекс монастырских зданий и капеллу-ротонду.
В 1222 – 1226 годах герцогами Померании и графами Гюцкова аббатству были пожалованы сёла и земли (более ста населённых пунктов), однако к концу XIII века монастырское хозяйство пришло в совершенный упадок.
В 1304 году монастырь был передан монахам-цистерцианцам, пришедшим из аббатства Профта в Заале. В 1305 и 1319 годах монахи из аббатства Штольпе основали в Эстонии дочерние обители — аббатство Кяркна и аббатство Падизе.
Во время Реформации и секуляризации в Померании в 1534 году ландтаг в Трептов-на-Реге упразднил монастырь и передал его имущество во владение герцогов Померании-Вольгаст. В ходе Тридцатилетней войны в 1637 году монастырский комплекс, использовавшийся имперскими войсками как крепость, подвергся обстрелу со стороны шведской армии и сгорел.
Некоторые здания монастыря ещё в XVIII веке находились в удовлетворительном состоянии, однако местное население довершило уничтожение аббатства, используя камни его строений в личных нуждах. До настоящего времени сохранились руины монастырской церкви и два колокола XV века с изображениями на библейские сюжеты.